# Madonna des Kanonikus Joris van der Paele
Die Madonna des Kanonikus Joris van der Paele (niederländisch Madonna met kanunnik Joris van der Paele), auch kurz Paele-Madonna, ist ein Ölgemälde des altniederländischen Malers Jan van Eyck aus dem Jahre 1434–36. Es zeigt zentral die thronende Jungfrau Maria mit dem Jesusknaben, auf der linken Seite Donatian von Reims und auf der rechten Seite den Kanonikus und Stifter Joris van der Paele sowie dessen Namenspatron, den heiligen Georg. Es handelt sich um das zweitgrößte Werk des Künstlers nach der Anbetung des Lammes, einem Teil des Genter Altars.

## Bildbeschreibung
Zentral dargestellt ist die Jungfrau Maria in einer Bedeutungsperspektive, das Jesuskind auf dem Schoße und auf einem reich verzierten Thron sitzend. Sie hält einige Blumen in ihrer linken Hand, nach denen das Jesuskind mit seiner rechten Hand greift. Mit der linken hält er einen Halsbandsittich. Beide sind im Begriff, sich dem Kanonikus zuzuwenden. Der durch zwei Stufen erhöhte Thron besteht aus einem Brokatbaldachin, dessen florale Motive sich in der Ausschmückung der Rückenlehne fortsetzen. Vor dem Thron liegt ein reich verzierter Teppich. Die linke Armlehne (aus Sicht der Betrachtenden) zeigt eine figürliche Darstellung der Ermordung Abels durch seinen Bruder Kain. Darunter ist in einer Nische mit gotischer Architektur eine Darstellung des Adam eingelassen, die in der linken Armlehne durch eine Darstellung Evas vervollständigt wird. Statt Kain und Abel ziert hier eine Darstellung Simsons mit einem Löwen die Lehne. Zu Marias Linken kniet der Stifter Joris van der Paele, gekleidet in ein Chorhemd und ein Gebetsbuch sowie seine Brille in den Händen haltend. Neben ihm steht der heilige Georg. Dieser zieht seinen Helm aus und grüßt Jesus über die Aufschrift auf seiner Brustplatte mit Adona[i] („Herr“ auf Hebräisch), während er mit dem rechten Arm den Kanonikus gegenüber Maria empfiehlt. Außerdem hält er eine weiße Flagge mit rotem Kreuz. In einem Schild auf seinem Rücken ist in einer Spiegelung eine weitere Figur zu erkennen. Aufgrund der Ähnlichkeit mit der Spiegelung in van Eycks Arnolfini-Hochzeit könnte es sich hierbei um eine Selbstdarstellung des Künstlers handeln. Zu Marias Rechten steht, in ein Pluviale gekleidet, der heilige Donatian von Reims. Das Pluviale ist dabei mit Goldstickereien versehen, die einige Heilige – darunter der heilige Johannis und der heilige Petrus – darstellen. Seinem Amt gemäß trägt er eine Mitra. In der Hand hält er einen Krummstab sowie sein Attribut: ein Rad mit fünf brennenden Kerzen. Die Szene ist in die Architektur einer reich verzierten Apsis im romanischen Stil eingebettet.

## Ikonografie

### Die Figuren

#### Van der Paele
Die Darstellung folgt dem Grundtypus einer Sacra Conversazione. Es handelt sich hierbei auch um eines der ältesten Gemälde dieses Typs. Zuvor war eine Darstellung der Heiligen auf einem separaten Panel üblich. Van der Paele wird kniend und mit einem Gebetsbuch in der Hand dargestellt, um seine Frömmigkeit zu unterstreichen. Zwar ist der Text des Gebetsbuches nicht lesbar, jedoch deutet eine Inschrift auf dem Rahmen (Buch der Weisheit 7,29 und 26) auf eine Verehrung Mariens hin. Natürlich handelt es sich bei der Darstellung nicht um eine tatsächliche Begegnung, sondern um eine Vision vor Paeles geistigem Auge. Dadurch kann auch sein starrer Blick, der die Heiligen nicht zu bemerken scheint und in Richtung des Krummstabes gerichtet ist, erklärt werden. Die Betrachtenden müssen sich jedoch fragen, welche Aspekte der Begegnung Fiktion und welche real sind, was aufgrund von van Eycks naturnahen Malweise nur schwer zu entscheiden ist. Betont wird Marias Rolle als Fürsprecherin und die Verbildlichung der Verehrung Mariens soll das Seelenheil van der Paeles sicherstellen. Die Erkrankung van der Paeles ist bereits deutlich erkennbar und ausgesprochen detailliert festgehalten. Dies steht im Gegensatz zur Maltradition der damaligen Zeit, in der die Darstellung eines Auftraggebers häufig idealisiert erfolgte. Der Bruch mit dieser Tradition gibt dem Werk einen besonders persönlichen Charakter und betont, dass es sich hierbei spezifisch um van der Paeles Vision handelt. Während die von Paele gehaltene Brille aufgrund seiner Erkrankung von ihm benötigt wurde, steht sie laut Purtle auch für den Aspekt, dass das Wort Gottes jedermann zugänglich gemacht werden könne.

#### Das Jesuskind
Der Jesusknabe präsentiert sich dem Betrachter heute wieder in seiner ursprünglichen und unbekleideten Form. Da jedoch nach der Fertigstellung des Werkes anhaltende Kritik ob der Enthüllung seiner Genitalien geäußert wurde, fügte ein unbekannter Maler vermutlich in der Zeit nach den Bilderstürmen ein Lendentuch hinzu. Dieses wurde erst bei Restaurierungsarbeiten 1933–34 als Übermalung erkannt und rückgängig gemacht. Der Griff des Kindes nach dem Blumenstrauß kann als spontane Geste des Schenkens an van der Paele gedeutet werden. Der von der anderen Hand berührte Halsbandsittich stand im Mittelalter durch seine Fähigkeit des Sprechens häufig für eine Begrüßung. Durch seine Positionierung in der Bildmitte sowie der Schnittstelle zwischen Jesus und Maria begrüßt er van der Paele in der Nachwelt.

#### Die Heiligen
Ebenfalls für ihn sprechen soll der heilige Georg, der als Namenspatron eine besondere Bedeutung für den Kanonikus hat. Allerdings kann auch ein regionaler Bezug zur Sint-Donaaskathedraal hergestellt werden, da dort eine Reliquie des hl. Georg aufbewahrt wurde. Des Weiteren tritt der hl. Georg auf das Gewand des Kanonikus, was als Bezug zu Vergeiselung gesehen werden kann. Bei diesem Prozess der zeitgenössischen Rechtsgestik, welcher eine Form der Bürgschaft darstellte, ergriff der Bürge symbolisch einen Teil des Gewandes des Schuldners. In diesem Sinne kann einer Verbürgung Georgs für den Kanonikus in Kombination mit der Gestik gesehen werden. Ebenfalls in der Sint-Donaaskathedraal aufbewahrt wurden einige Reliquien des hl. Donatians von Reims, daher auch die Weihung der Kathedrale in seinem Namen. Er war damit ein weiterer wichtiger Patron im Leben des Kanonikus, da dieser sein Amt in Donatians Kathedrale ausübte. Die explizite Erwähnung der religiösen Tätigkeit in seiner Kirche sollte eine Fürsprache Donatians sicherstellen. Sein verziertes Pluviale und seine Mitra entsprechen der Beschreibung eines Pluviales und einer Mitra, die in der Sint-Donaaskathedraal aufbewahrt wurden und somit von van der Paele getragen worden sind. Dies unterstreicht erneut die Verbundenheit van der Paeles mit dem hl. Donatian. Ebenfalls vor Ort aufbewahrt wurde der Krummstab, der ein Stück des Kreuzes Christi enthalten haben soll. Auf diesen Stab ist auch der Blick des zu diesem Zeitpunkt bereits erkrankten van der Paeles gerichtet, nicht etwa auf Maria oder Jesus. Somit steht der drohende Tod unmittelbar im Zentrum des Werkes, aber ebenso auch die Auferstehung.
Alle vier Figuren zusammen ergeben die heraldischen Farben der Stadt Brügge, nämlich Blau (Donatian), Rot (Maria), Weiß und Gold (Van der Paele und sein Schutzpatron).

### Die Architektur
Unter Kunsthistorikern herrscht Uneinigkeit, ob es sich bei der Architektur um einen tatsächlich existierenden Raum handelt und wo dieser gegebenenfalls zu verorten sei. Einige, darunter Jansen, vertreten die These, es habe sich um eine Apsis der Sint-Donaaskathedraal gehandelt; dies kann aufgrund der Zerstörung der Kathedrale während der Französischen Revolution jedoch nicht mehr überprüft werden. Von anderen wurde die Grabeskirche in Jerusalem vorgeschlagen: Auf dem Gebiet jener Kirche habe sowohl die Kreuzigung als auch die Auferstehung stattgefunden, wodurch die Thematik des Werkes noch mehr betont werden würde. Purtle führt außerdem die Bezeichnung Jerusalem des Nordens für Brügge und die dort kurz zuvor gebaut Jerusalemkirche an, wodurch eine Anspielung van Eycks von seinen Zeitgenossen verstanden worden wäre. Es kann jedoch nicht mit Sicherheit festgestellt werden, ob ein solcher Bezug van Eycks Absicht gewesen ist. Günter Busch hebt hervor, dass es sich beim Stile der Apsis um die Romanik handle, während der Thron und die Rüstung des hl. Georg in den Stil der Gotik falle. Er sieht darin eine Untermalung der Vision van der Paeles: Während das Massive und Geschichtliche der Romanik die Szene in der Wirklichkeit verankern, so würden die gotischen Elemente ins Transzendente reichen und den Aspekt der Vision untermalen.

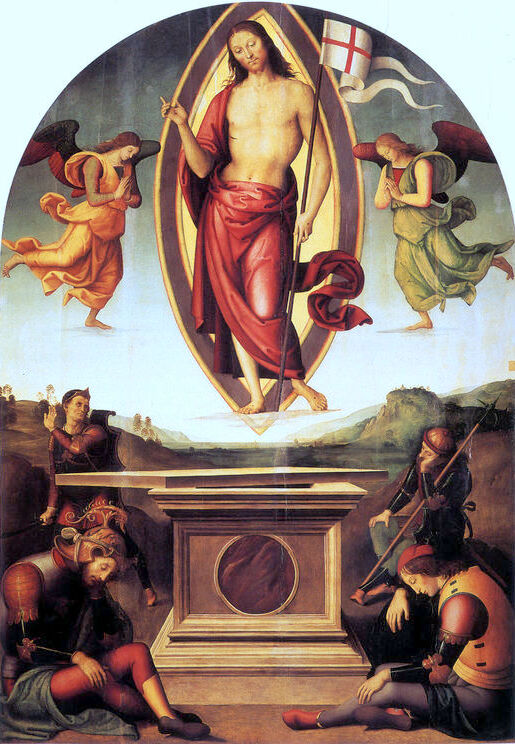
Auferstehung Christi (1499) von Perugino zeigt Jesus mit einer vergleichbaren Flagge.

Eindeutig ist jedoch die Platzierung der Szene in einer Kirche: Dabei befinden sich Maria und Jesus an dem Ort, der normalerweise dem Altar vorbehalten ist. Die Bildfläche ist außerdem ikonografisch in zwei Hälften zerteilt, die sich mit der Kreuzigung und Auferstehung Christi befassen: Während der Brudermord von Kain an Abel zur Rechten Marias den Tod verdeutlicht, zeigt links die Zähmung des Löwen durch Samson den Sieg über den Tod. Das Kapitell links im Hintergrund zeigt Szenen mit Bezug zum Tode im Namen Gottes, darunter die Bindung Isaaks. Rechts ziert das Kapitell Szenen der Rettung Lots und des Kampfes von David gegen Goliat – beides Bibelstellen, die den Triumph über den sicheren Tod zum Thema haben. Hinzu kommt die Flagge des heiligen Georgs, die zwar einerseits ein Attribut von ihm ist, jedoch auch häufig von Jesus in Darstellungen der Auferstehung gehalten wird. Es ist hierbei zu bemerken, dass die Darstellungen der Auferstehung in der gleichen Bildhälfte wie der Kanonikus verortet sind. Durch die Ikonografie des Todes Christi und der Auferstehung rechts und links der Figuren wird ein Bezug zur Eucharistie hergestellt. Dies wird durch das Kapitell links unterstrichen, da die Bindung Isaaks ebenfalls eine Deutung mit Bezug zur Eucharistie erfahren hat.
Die Rahmung Mariens durch die Struktur des Thrones könne auch mit einer Ädikula oder einem Tabernakel verglichen werden. Diese Darstellung Marien war im Mittelalter üblich um Maria als Personifikation der Kirche als Institution zu kodieren. In diesem Fall würde es sich hierbei um van Eycks ersten Versuch dieser Darstellungstradition handeln.
Jansen schreibt dem Lichteinfall eine zusätzliche Bedeutung zu: Ausgehend vom Standort des Werkes in der Peter-und-Pauls-Kapelle identifiziert er am Schatten des Stabes des hl. Georg einen Lichteinfall von Westen aus und der Tag neige sich somit dem Ende zu. Dies sei eine Analogie für den absehbaren Tod des Kanonikus, der ebenfalls noch nicht unmittelbar bevorstünde, jedoch habe er seinen Lebensabend mit einem Alter von über 70 bereits erreicht. Gleichzeitig sei der Blick van der Paeles dem einfallenden Licht zugewandt, das nach spätmittelalterlichem Verständnis die reinste Form Christi und Gottes Glanz selbst darstelle. Es ist jedoch anzumerken, dass Brine eine andere Platzierungsmöglichkeit innerhalb der Kapelle benennt, wodurch der Lichteinfall von Osten käme.

## Rahmung und Inschrift
Das Gemälde befindet sich bis heute in seinem originalen Rahmen, welcher mehrere Beschriftungen aufweist. Unter ihnen ist auch ein lateinischer Vermerk zum Auftrag des Gemäldes:

„HOC OP ' FECIT MAGR GEORGI' DE PALA HUI' CANONI P IOHANNE DE EYCK PICTORE . ET FUNDAVIT HIC DUAS CAPELLIAS DE I GMO CHORI DOMINI . M . CCCC . XXXIIIJ . PL AU . 1436.“

Übersetzt lautet diese „Magister Joris van der Paele, Chorherr dieser Kirche, ließ dieses Werk fertigen durch den Maler Jan van Eyck, und stiftete zwei Kaplanstellen im Hochchor im Jahre des Herrn 1434, obwohl das Werk 1436 vollendet wurde.“ Eine solche, die Umstände der Entstehung kurz zusammenfassende Beschriftung ist auch bei anderen Werken van Eycks zu finden. Die Stiftung der Kaplanstellen durch van der Paele erfolgte um sicherzustellen, dass auch nach dem Ableben für das eigene Seelenheil gebetet wird. Die erste Kaplanstelle stiftete er 1434, wenige Tage nachdem er aufgrund seiner schwindenden Gesundheit von seinen Ämtern entbunden wurde. Die zweite Kaplanstelle folgte erst 1443, die Veränderung der Rahmeninschrift erfolgte vermutlich zu diesem Zeitpunkt.
Des Weiteren wird aus dem Buch der Weisheit 7,29 und 26 zitiert:

„HEC E SPECIOSIOR SOLE + SVP OEM STELLARV DISPOSICOEM LVCI PATA IVEITVR POR . CADOR E ENI LVCIS ETERNE . + SPECLM SN MACLA DI MAIESTIS.“

Übersetzt lautet dies „Sie ist schöner als die Sonne / und übertrifft jedes Sternbild. / Sie erweist sich strahlender als das Licht. Sie ist der Widerschein des ewigen Lichts, / der ungetrübte Spiegel von Gottes Kraft, / das Bild seiner Güte.“ Mit dieser expliziten Betonung von Marias Rolle als Vermittlerin zu Gott erfolgt eine Anrufung Marias, damit sie nach seinem Ableben für das Seelenheil des Kanonikus spricht und so seine Aufnahme in den Himmel sicherstellt. Die Beschreibung Marias ist auch im Gemälde selbst aufgegriffen, spiegelt sie sich doch in der Rüstung des heiligen Georg.
Am rechten Rand, neben dem heiligen Georg, steht eine ihn betreffende Inschrift: „In Kappadokien geboren, kämpfte er für Christus, den weltlichen Gelüsten fliehend, überwand er den Tod und erschlug den Drachen“ Dies kann in Bezug zu van der Paeles Rolle als „Kämpfer gegen Häresie und Schisma“ beim Konzil von Konstanz gesetzt werden. Eine weitere Inschrift am linken Rand ist dem hl. Donatian gewidmet: „In einem Wochenbett wurde er als neunter seiner Brüder geboren; in das Wasser gestürzt, wurde er dem Leben zurückgeschenkt; nach seiner Wiedergeburt wurde er der erste Erzbischof von Reims. Er steht nun in Gottes Glorienschein“ Beide Inschriften können wieder in die Thematik der Auferstehung nach dem Tode eingeordnet werden.
Die meisten der Inschriften wurden mit romanischen Majuskeln geschrieben, deren Verwendung typisch für Flandern im 12. Jahrhundert war. Zeitgenossen war diese Schriftart vor allem durch alte Inschriften auf Gräbern oder Ähnlichem bekannt, daher erweckte der Anblick dieser Schrift das Gefühl eines zeitlosen „Alten“ und somit einer gewissen Erhabenheit. Einzig der Schriftzug am unteren Rand, welcher von den Umständen der Entstehung des Werkes und der Stiftung handelt, wurde mit textura quadrata geschrieben. Diese Schriftart wäre von Zeitgenossen van Eycks als modern und leicht lesbar wahrgenommen worden und ist im Gegensatz zu den romanischen Majuskeln ungewöhnlich für den Künstler. Brine sieht darin eine geschickte Anspielung auf Messingplatten, die häufig anlässlich von Stiftungen gegossen und an passenden Orten platziert wurden.
In den Ecken des Rahmens befindet sich zur erneuten Identifizierung das Wappen der van der Paeles sowie das der Mutter des Kanonikus.
Bei der Verlegung des Werkes auf den Hochaltar im Jahre 1588 wurde die Tafel durch den Bildhauer Jan Rap durch eine hölzerne Einfassung ergänzt. Unbekannt ist, zu welchem Zeitpunkt eine Vergoldung des Rahmens erfolgte. Diese wurde vergleichsweise unsachgemäß ausgeführt und später durch das Auftragen eines Mediums abgestumpft. Denkbar wäre eine Vergoldung anlässlich der Platzierung des Gemäldes auf dem Hochaltar.

## Ursprünglicher Zweck
Der ursprüngliche Zweck des Gemäldes ist nicht mit Sicherheit zu klären. Joris van der Paele wurde, ebenso wie sein Bruder und sein Onkel, in der Peter-und-Pauls-Kapelle begraben. Am dortigen Altar richtete er auch beide Kaplanstellen ein. Möglicherweise wurde das Gemälde dort als Epitaph verwendet, denkbar wäre jedoch auch eine Verwendung als Altarbildnis selbst. Dies ist jedoch erst ab dem Jahr 1588 dokumentiert und seine ungewöhnlichen Maße widersprechen dieser These. Außerdem waren niederländische Retabel in der Regel narrativ anstatt ikonisch und bestanden aus mehreren Tafeln – so auch der von Jan und Hubert van Eyck selbst geschaffene Genter Altar. Zu Lebzeiten des Kanonikus kann das Werk auch eine Ersatzfunktion erfüllt haben, da van der Paele krankheitsbedingt nicht allen Stundengebeten beiwohnen konnte und so zumindest im (ewigen) Gebet im Kirchenraum gezeigt wurde. Jansen sieht darin die primäre Funktion des Werkes, da es seiner Meinung nach für ein Epitaph zu früh entstand, für ein privates Andachtsbildnis zu groß sei und für ein Stifterbildnis ebenjener Stifter zu direkt in die Szene integriert sei. Dadurch habe es zwar Berührungspunkte mit einem Epitaph, sei jedoch in seiner Funktion nicht deckungsgleich.

## Rezeption

### Historisch
Wie Imitationen und Reiseberichte belegen, wurde das Werk schon bald nach seinem Entstehen sehr geschätzt. Den Versuch von Maria von Ungarn, das Werk 1547 zu erwerben, lehnten die Kleriker mit der Begründung ab, das Werk habe nicht nur für die Kathedrale, sondern für die Stadt Brügge eine herausragende Bedeutung und eine Weggabe des Gemäldes würde eine Vielzahl von Klagen hervorrufen. Dies untermauert der Schutz des Werkes während des Reformatorischen Bildersturms, dem das Werk durch ein Versteck bei einem Brügger Bürger entging. Anschließend wurde es als Ersatz für das Zerstörte Retabel auf den Hochaltar verlegt. Dies erstaunt, da van der Paele eigentlich zu unbedeutend für eine Platzierung auf einem Hochaltar war. Das er dennoch dort platziert wurde, zeugt von einer hohen Wertschätzung gegenüber dem Gemälde und seinem Erschaffer. Es verblieb dort bis 1627, wurde anschließend in rascher Folge an verschiedenen Orten innerhalb der Kathedrale aufgehängt und fand 1643 über dem neu errichteten Altar zu Ehren Maartem Lems einen dauerhaften Ort.

#### Imitationen

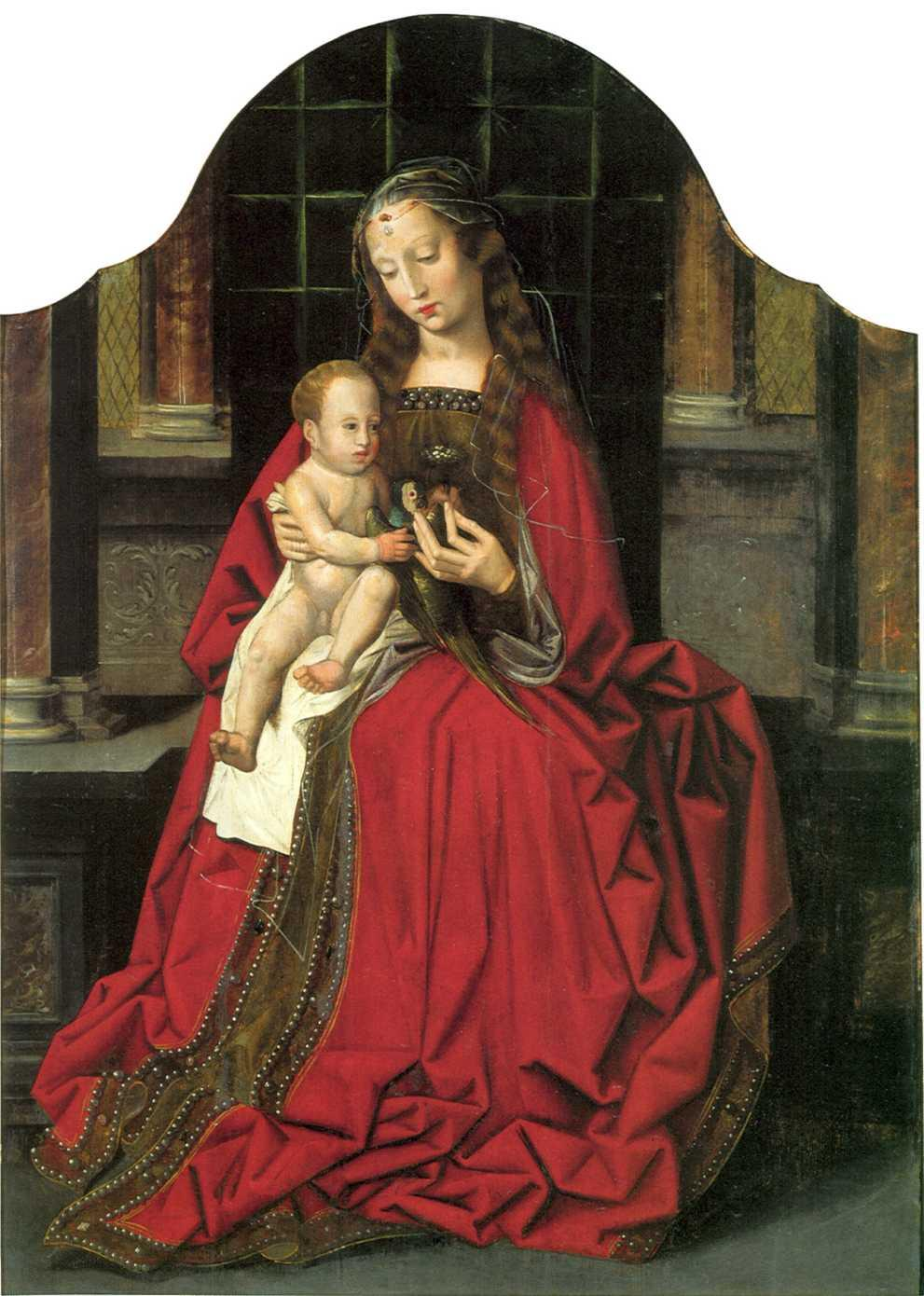
Jungfrau mit Kind, Ambrosius Benson, ca. 1520–25.

Bereits gegen Ende des 15. Jahrhunderts erschienen erste Kopien und Abwandlungen des Gemäldes. Die bekannteste befindet sich im Königlichen Museum der Schönen Künste in Antwerpen und stammt von einem unbekannten Maler. Da auch hier der Jesusknabe unbekleidet ist, muss die Kopie kurz nach dem Original ausgeführt worden sein. Auf den ersten Blick sehr nahe am Original, offenbaren sich bei zunehmender Betrachtung doch Unterschiede im Faltenwurf der Gewänder und ein fehlender Schatten bei den Füßen des heiligen Georg. Noch zu Beginn des 19. Jahrhunderts hielt man dieses Gemälde für eine zweite von van Eyck ausgeführte Darstellung. Michiel English stellte 1957 die These auf, dass diese Kopie jenes Werk sei, dass im Inventar der Kathedrale als Anbetung der heiligen drei Könige geführt wurde und spurlos verschwand. Er führt unter anderem an, dass der französische Maler und Kunstliterat Jean-Baptiste Descamps die Bildthematik von van Eycks Original bei einem Besuch 1769 versehentlich als Anbetung der heiligen drei Könige bezeichnete, obwohl er den hl. Donatian korrekt identifizierte. Hindriks bezeichnet diese These 2019 jedoch als nicht verifizierbar.
Die Kopien beschränkten sich nicht nur auf die Malerei, wie das Votivbild Karls des Kühnen mit dem Heiligen Georg bezeugt. Dabei handelt es sich um eine Goldschmiedearbeit, die den Heiligen in ausgesprochen ähnlicher Pose zeigt. Besonders auffällig ist der Empfehlungsgestus. Eine früher zum Ensemble gehörende Lanze mit Standarte sowie ein Schild auf dem Rücken, welche die Ähnlichkeit noch frappierender werden ließen, sind inzwischen verloren.
Außerdem wurden schon früh Teilkopien angefertigt, die den originalen Kontext der Stiftung van der Paeles und den Regionalbezug wegfallen ließen, um einen breiteren Kundenkreis anzusprechen. Beispielsweise zitiert Marias Haltung in dem Adriaen Isenbrant zugeschriebenem Diptychon Jungfrau und Kind mit einem Mitglied der Familie Hillensberger aus dem Jahre 1513 eindeutig von van Eyck, jedoch erscheint auf der zweiten Tafel ein anderer Stifter ohne Heilige. Andere Gemälde wie die Jungfrau mit Kind des Brügger Malers Ambrosius Benson beschränken sich auf eine Adaption der Madonna mit Kind, die zwar keine exakte Kopie darstellt, jedoch zweifelsfrei von der Madonna des Kanonikus Joris van der Paele inspiriert wurde. Derartige Darstellungen sind vielfach bis heute erhalten und zeugen von einem lokalen Kunstmarkt, bei dem Künstler weniger im direkten Auftrag malten und stattdessen ein allgemeines Publikum ansprechende Werke fertigten, um diese anschließend auf Märkten zu verkaufen. Aus diesem Grund gestaltet sich die Zuschreibungen einzelner Teilkopien zu bestimmten Malern häufig schwierig.

### In der Wissenschaft
Hermann Beenken sieht in van Eyck Werken den Übergang vom Mittelalter in die Renaissance. Während in früheren Werken van Eycks die Figuren starrer und im Moment eingefroren erschienen, so zeige die Madonna des Kanonikus Joris van der Paele bereits eine dynamische Szene. Der heilige Georg sei noch nicht richtig in der Szene angekommen, da er seinen Helm noch auszöge und etwas ungelenk die Flagge zu halten versuche, während er zeitgleich den Kanonikus der Madonna vorstellt. Auch seien seine Lippen leicht geöffnet, da er erst zum Aussprechen dieser Empfehlung ansetze. Maria und Jesus selbst seien bis zur Ankunft Georgs noch miteinander beschäftigt gewesen und würden ihre Aufmerksamkeit erst durch die Ankunft Georgs dem Kanonikus zuwenden. In dieser Dynamik sieht er eine technische Verbesserung des Künstlers ebenso wie die beginnende Renaissance.
Dieter Jansen sieht in der Paele-Madonna weder ein Stifterbild noch ein Epitaph, da es sich im Bereich zwischen diesen beiden Kategorien bewege. Gegen ein Stifterbild spreche vor allem die zu nahe Platzierung des Stifters an der Madonna selbst, wodurch der Stifter zu sehr in die Szene eingebunden sei, um das gängige Schema des Stifterbildnisses zu erfüllen. Gegen ein Epitaph spreche die Tatsache, dass der Kanonikus nach der Fertigstellung des Werkes noch weitere sieben Jahre lebte. Wenngleich auch Jansen Aspekte beider Kategorien in dem Werk sehe, so sei es doch keiner der beiden klar zuzuordnen und habe zunächst vor allem als Substitution des krankheitsbedingt dem Gottesdienst fernbleibenden van der Paele gedient.
Carol J. Purtle sieht in dem Werk eine natürliche Fortsetzung der Entwicklung van Eycks, die mit der thematisch ähnlichen Rolin-Madonna begonnen habe. Der Künstler vereine auf herausragende Art und Weise die spirituell-transzendente Welt der Erlösung mit der sterblich-irdischen Welt. Dabei gelänge ihm ein harmonische Verbindung von regionalem Bezug, die sich einem Betrachter, der van der Paele persönlich gekannt habe, sofort erschlösse, und dem weit entfernten Jerusalem als Ort der Kreuzigung und Erlösung.

## Provenienz
Das Gemälde wurde zunächst in der Sint-Donaaskathedraal aufbewahrt. 1547 versuchte Maria von Ungarn durch ihren Gesandten Philippe Negri das Gemälde zu erwerben, was jedoch von den Kleriker abgelehnt wurde. Ab 1588, nach den Verwüstungen des Bildersturms, trat das Werk an die Stelle des verlorenen Retabels des Hochaltars. Während der Französischen Revolution wurde das Gemälde am 21. August 1794 von der französischen Regierung beschlagnahmt und nach Paris gebracht. 1816 erreichte die Stadt Brügge eine Rückgabe des Werkes, jedoch wurde die Sint-Donaaskathedraal in der Zwischenzeit abgerissen. Als neuer Standort wurde die neugeschaffene Akademie der Künste ausgewählt, welche später die Grundlage für die Sammlung des Groeningemuseum darstellte. 1902 war es Teil der Ausstellung Primitifs Flamands. Im Zweiten Weltkrieg wurde es ausgelagert und kehrte am 17. Mai 1945 unbeschadet nach Brügge zurück.